# Divici, Caraș-Severin
Divici (în sârbă Дивић, cu alfabetul latin: Divić) este un sat în comuna Pojejena din județul Caraș-Severin, Banat, România. Se află pe malul stâng al Dunării, la 10,50 km de la intrarea acestuia în România, în avalul localității Baziaș, la poalele munților Locvei. Populația localității Divici este în majoritatea ei de naționalitate sârbă. Cel mai apropiat oraș de localitatea Divici este Moldova Nouă, situat la 15,34 km în aval.

## Atracții turistice
- Rezervația naturală „Râpa cu lăstuni din Valea Divici” (5 ha)
- Rezervația naturală „Divici - Pojejena” (498 ha)

## Legături externe

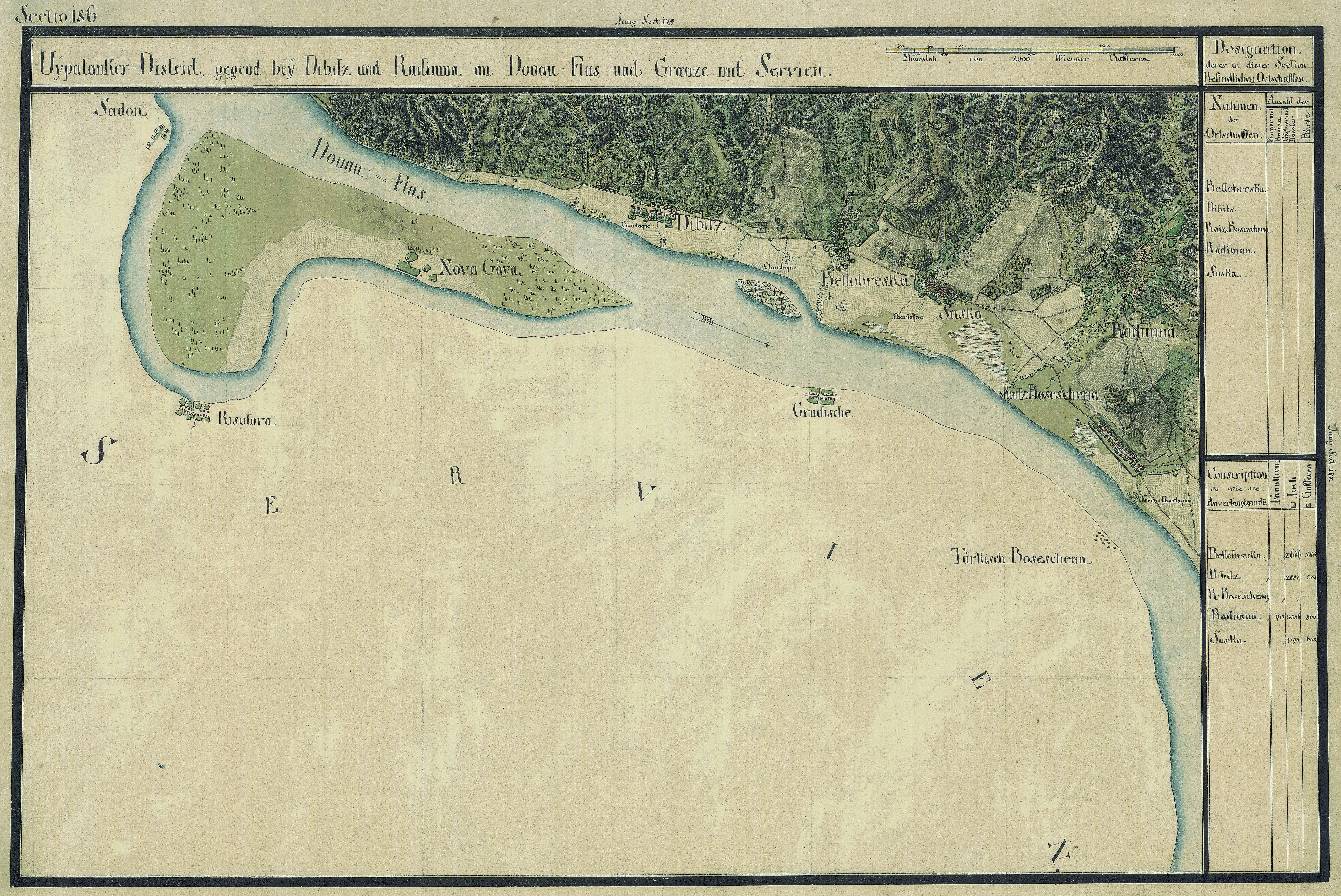
Divici în Harta Iosefină a Banatului, 1769-72